# Człowiek-Pająk i jego niezwykli przyjaciele
Człowiek-Pająk i jego niezwykli przyjaciele (ang. Spider-Man and His Amazing Friends, 1981-1983) – amerykański serial animowany stworzony przez Stana Lee i wyprodukowany przez Marvel Productions.
Światowa premiera serialu miała miejsce 12 września 1981 roku na antenie NBC. Ostatni odcinek serialu został wyemitowany 10 września 1983 roku.

## Wersja polska
W Polsce serial został wydany na kasetach VHS przez firmę Elgaz na początku lat dziewięćdziesiątych.

## Fabuła
Serial opowiadający o przygodach grupy superbohaterów walczących z przestępczością. W jej skład wchodzą Spider-Man, Iceman i Firestar. Wszyscy mieszkają w domu cioci May jako współlokatorzy i razem studiują na uniwersytecie Empire State.

## Obsada
- Dan Gilvezan – Peter Parker / Spider-Man
- Frank Welker – Bobby Drake / Iceman
- Kathy Garver – Angelica Jones / Firestar
- June Foray – ciocia May
- William Woodson – J. Jonah Jameson

i inni

## Spis odcinków
| N/o            | Polski tytuł                              | Angielski tytuł                     |
| -------------- | ----------------------------------------- | ----------------------------------- |
|                |                                           |                                     |
| SERIA PIERWSZA |                                           |                                     |
|                |                                           |                                     |
| 01             | Zwycięstwo Zielonego Diabła               | The Triumph of the Green Goblin     |
|                |                                           |                                     |
| 02             | Występek wszech czasów                    | The Crime of All Centuries          |
|                |                                           |                                     |
| 03             | Fantastyczny Pan Frump                    | The Fantastic Mr. Frump!            |
|                |                                           |                                     |
| 04             |                                           | Sunfire                             |
|                |                                           |                                     |
| 05             |                                           | Swarm                               |
|                |                                           |                                     |
| 06             |                                           | 7 Little Superheroes                |
|                |                                           |                                     |
| 07             |                                           | Videoman                            |
|                |                                           |                                     |
| 08             |                                           | The Prison Plot                     |
|                |                                           |                                     |
| 09             |                                           | Spidey Goes Hollywood               |
|                |                                           |                                     |
| 10             |                                           | The Vengeance of Loki!              |
|                |                                           |                                     |
| 11             |                                           | Knights and Demons                  |
|                |                                           |                                     |
| 12             |                                           | Pawns of the Kingpin                |
|                |                                           |                                     |
| 13             |                                           | The Quest of the Red Skull          |
|                |                                           |                                     |
| SERIA DRUGA    |                                           |                                     |
|                |                                           |                                     |
| 14             |                                           | The Origin of The Iceman            |
|                |                                           |                                     |
| 15             |                                           | Along Came Spidey                   |
|                |                                           |                                     |
| 16             |                                           | A Fire-Star Is Born                 |
|                |                                           |                                     |
| SERIA TRZECIA  |                                           |                                     |
|                |                                           |                                     |
| 17             |                                           | Spider-Man Unmasked!                |
|                |                                           |                                     |
| 18             |                                           | The Bride of Dracula!               |
|                |                                           |                                     |
| 19             |                                           | The Education of a Superhero        |
|                |                                           |                                     |
| 20             |                                           | Attack of the Arachnoid             |
|                |                                           |                                     |
| 21             |                                           | The Origin of the Spider-Friends    |
|                |                                           |                                     |
| 22             | Człowiek-Pająk i dziewczyna z przeszłości | Spidey Meets the Girl From Tomorrow |
|                |                                           |                                     |
| 23             |                                           | The X-Men Adventure                 |
|                |                                           |                                     |
| 24             |                                           | Mission: Save the GuardStar         |
|                |                                           |                                     |